# Down Rodeo
Singles de Rage Against the Machine
People of the Sun Vietnow
Down Rodeo est la 7e piste de l'album Evil Empire du groupe de rap metal Rage Against the Machine sorti en 1996.
Ce fut également un single promotionnel et le troisième de l'album. Il fut diffusé sur quelques stations de radio américaines ; il n'y eut aucun clip de réalisé pour la promotion de la chanson, ceci principalement à cause des nombreuses tournées du groupe à ce moment-là.
Les paroles relatent les inégalités sociales entre les riches et les pauvres des États-Unis et les conflits sociaux ; le refrain dit « So now I'm rollin' down Rodeo with a shotgun, These people ain't seen a brown skin man, Since their grandparents bought one ». Ces lignes ainsi que le titre de la chanson sont une référence directe à la rue Rodeo Drive à Beverly Hills en Californie, l'une des rues les plus riches au monde. La ligne « Fuck the G-rides, I want the machines that are making them » est une référence aux propres décisions que prennent les employés d'entreprises au lieu que ce soit aux patrons de dire à leurs salariés quoi faire et comment le faire. On dit également que le titre peut être associé aux émeutes de Los Angeles de 1992 ; enfin le titre et les paroles peuvent aussi se référer à une technique utilisée par les Black Panthers dans laquelle ils descendent dans les rues de Californie avec des fusils.
Avec Wind below, Down Rodeo est l'une des chansons de l'album dans laquelle le chanteur Zack de la Rocha murmure (il murmure ici à la fin de la chanson quand il dit « Just a quiet peaceful dance, for the things we'll never have »), ce qui arrivait plus rarement dans l'album précédent. Le reste de la chanson est très énergique avec le chant rappé de Zack de la Rocha, les effets de Tom Morello et la basse hypnotique de Tim Commerford.